# Paraphlebia quinta
Paraphlebia quinta – gatunek ważki z rodziny Thaumatoneuridae. Występuje w Ameryce Północnej; stwierdzony w Meksyku (w stanach Oaxaca i Veracruz) oraz Gwatemali.